# The Singles Collection (Том 2)
«The Singles Collection, Volume 2» — це збірка, випущена обмеженим тиражем, що складається з серії CD (бокс-сет), британського рок-гурту «Queen», яка вийшла у 2009 році. Бокс-сет містить ремастеризовані версії наступних 13 синглів, що потрапили до «топ-40» чартів, випущених «Queen», які вийшли після тих, що увійшли до першого тому.
Колекція примітна тим, що містить треки, які ніколи раніше не були офіційно випущені на CD, а саме a «Human Body» (раніше доступний тільки як 7-дюймова вінілова Б-сторона) і «Back Chat» (який був реміксований для синглового релізу і був доступний тільки на оригінальних 7-дюймових платівках). Живі (концертні) треки взяті з альбому «Queen» «Live Killers».

## Трек-лист
1. «Love of My Life» (жива версія) — 3:43
2. «Now I'm Here» (жива версія) — 8:42

Диск 2
1. «Crazy Little Thing Called Love» — 2:44
2. «We Will Rock You (Fast)» (жива версія) — 3:07

Диск 3
1. «Save Me» — 3:49
2. «Let Me Entertain You» (жива версія) — 3:14

Диск 4
1. «Play the Game» — 3:32
2. «A Human Body» — 3:42

Диск 5
1. «Another One Bites the Dust» — 3:36
2. «Dragon Attack» — 4:19

Диск 6
1. «Flash Theme» — 2:51
2. «Football Fight» — 1:29

Диск 7
1. «Under Pressure» (з Девідом Бові) — 4:07
2. «Soul Brother» — 3:38

Диск 8
1. «Body Language» — 4:34
2. «Life Is Real» — 3:30

Диск 9
1. «Las Palabras de Amor» — 4:31
2. «Cool Cat» — 3:28

Диск 10
1. «Calling All Girls» — 3:53
2. «Put Out the Fire» — 3:19

Диск 11
1. «Back Chat» (сингл-ремікс) — 4:12
2. «Staying Power» — 4:11

Диск 12
1. «Radio Ga Ga» — 5:50
2. «I Go Crazy» — 3:42

Диск 13
1. «I Want to Break Free» (синглова версія) — 4:25
2. «Machines (Or 'Back to Humans')» — 5:08